# Freddie Hubbard
Freddie Hubbard (7. dubna 1938 – 29. prosince 2008) byl americký jazzový trumpetista, hrál především bebop, hard bop a post bop. Jeho způsob hry přispěl k novým trendům hry na trumpetu v moderním jazzu.

## Životopis
Hubbard začal hrát na trumpetu ve školní kapele, později začal studovat konzervatoř a hrát na trumpetu v Indiapolisském symfonickém orchestru. Kromě toho hrál také jazz, příležitostně vystupoval např. s Wesem Montgomerym. Ve dvaceti se přestěhoval do New Yorku, kde začal hrát s nejlepšími jazzovými hráči té doby. Patřili mezi ně i Philly Joe Jones, Sonny Rollins, Slide Hampton, Eric Dolphy, J. J. Johnson nebo Quincy Jones. V roce 1960 nahrál svou první desku Open Sesame. Zahrál si na ní i saxofonista Tina Brooks, pianista McCoy Tyner a bubeník Clifford Jarvis.
Na konci roku 1960 byl Hubbard pozván k nahrávání dnes už legendární desky Free Jazz Ornetta Colemana. Stalo se tak údajně po tom, co Freddieho Hubbarda slyšel Coleman při jednom vystoupením s neméně rozpustilým trumpetistou Donem Cherrym. V květnu 1961 se Hubbard účastnil nahrávání desky Olé Coltrane. Byla to poslední deska Johna Coltrana pro label Atlantic Records. Společně s Ericem Dolphym hraje ještě Hubbard na coltraneově desce Africa/Brass.
V srpnu 1961 nahrál Hubbard jednu ze svých nejslavnějších desek Ready for Freddie. Byla to zároveň jeho první spolupráce se saxofonistou Waynem Shorterem. Na konci roku 1961 nahradil Freddie Hubbard Lee Morgana v Art Blakey’s Jazz Messengers. Hraje na několika blakeyho deskách včetně desek: Caravan, Ugetsu, Mosaic a Free for All. Hubbard zůstal s Blakeym až do roku 1966. Pak odešel, aby mohl dát dohromady své vlastní malé ansámbly. V těch si zahráli mezi jinými i pianista Kenny Baron či bubeník Louis Haynes.
Během této doby Hubbard patřičně rozvíjel svůj vlastní způsob hry a distancoval se od dřívějších vlivů Clifforda Browna a Lee Morgana. Jeden rok dokonce vyhrál cenu objev roku, kterou každoročně vyhlašuje prestižní americký jazzový časopis Downbeat.
V šedesátých letech si jako spoluhráč zahrál na nejdůležitějších jazzových albech této doby. Patřily mezi ně: The Blues and the Abstract Thruth od Olivera Nelsona, Maiden Voyage Herbieho Hancocka nebo Speak No Evil Wayna Shortera. Úctyhodný je také počet alb, která v šedesátých letech nahrával pro Blue Note: 8 alb jako leader a 28 jako sideman. Ačkoli se nikdy nehlásil k freejazzovému hnutí šedesátých let, zahrál si i na dvou velmi důležitých freejazzových albech: Free Jazz Ornetta Colemana a Ascention Johna Coltranea.
Velký komerční úspěch čekal na Hubbarda až v sedmdesátých letech, kdy nahrál řadu alb pro label CTI Records. Mezi velmi ceněná alba z této doby patří Red Clay, First Light, Straight Life a Sky Dive. Album First Light dokonce vyhrálo v roce 1972 cenu Grammy. Na desce si s Hubbardem zahráli pianisté Herbie Hancock a Richard Wyands, kytaristé Eric Gale a George Benson, kontrabasista Ron Carter, bubeník Jack DeJohnette a perkusista Airto Moreira.
V roce 1977 se Hubbard připojil k bývalým členům Miles Davis Quintetu Herbie Hancockovi, Tony Williamsovi, Ronu Carterovi a Wayne Shorterovi a odehrál s nimi sérii koncertů. Vznikly tak živé desky VSOP, VSOP: The Quintet, VSOP: Tempest in the Colosseum – všechny nahrané v roce 1977 a VSOP: Live Under the Sky z roku 1979.

## Diskografie
| Album                                                    |  | Rok  |  | Label                |
| -------------------------------------------------------- |  | ---- |  | -------------------- |
| Open Sesame                                              |  | 1960 |  | Blue Note            |
| Goin' Up                                                 |  | 1960 |  | Blue Note            |
| Hub Cap                                                  |  | 1961 |  | Blue Note            |
| Ready for Freddie                                        |  | 1961 |  | Blue Note            |
| The Artistry of Freddie Hubbard                          |  | 1962 |  | Impulse!             |
| Hub-Tones                                                |  | 1962 |  | Blue Note            |
| Here to Stay                                             |  | 1962 |  | Blue Note            |
| The Body & the Soul                                      |  | 1963 |  | Impulse!             |
| Breaking Point                                           |  | 1964 |  | Blue Note            |
| Blue Spirits                                             |  | 1965 |  | Blue Note            |
| The Night of the Cookers                                 |  | 1965 |  | Blue Note            |
| Jam Gems: Live at the Left Bank                          |  | 2001 |  | Label M              |
| Backlash                                                 |  | 1966 |  | Atlantic             |
| High Blues Pressure                                      |  | 1968 |  | Atlantic             |
| A Soul Experiment                                        |  | 1969 |  | Atlantic             |
| The Black Angel                                          |  | 1970 |  | Atlantic             |
| The Hub of Hubbard                                       |  | 1970 |  | MPS                  |
| Red Clay                                                 |  | 1970 |  | CTI                  |
| Straight Life                                            |  | 1970 |  | CTI                  |
| Sing Me a Song of Songmy                                 |  | 1971 |  | Atlantic             |
| First Light                                              |  | 1971 |  | CTI                  |
| Sky Dive                                                 |  | 1973 |  | CTI                  |
| Freddie Hubbard/Stanley Turrentine In Concert Volume One |  | 1974 |  | CTI                  |
| In Concert Volume Two                                    |  | 1974 |  | CTI                  |
| Keep Your Soul Together                                  |  | 1974 |  | CTI                  |
| Polar AC                                                 |  | 1975 |  | CTI                  |
| High Energy                                              |  | 1974 |  | Columbia             |
| Gleam                                                    |  | 1975 |  | Sony (Japan)         |
| Liquid Love                                              |  | 1975 |  | Columbia             |
| Windjammer                                               |  | 1976 |  | Columbia             |
| Bundle of Joy                                            |  | 1977 |  | Columbia             |
| Super Blue                                               |  | 1978 |  | Columbia             |
| The Love Connection                                      |  | 1979 |  | Columbia             |
| Skagly                                                   |  | 1980 |  | Columbia             |
| Live at the North Sea Jazz Festival                      |  | 1980 |  | Pablo                |
| Mistral with Art Pepper                                  |  | 1981 |  | Liberty              |
| Outpost                                                  |  | 1981 |  | Enja                 |
| Splash                                                   |  | 1981 |  | Fantasy              |
| Rollin'                                                  |  | 1982 |  | MPS                  |
| Keystone Bop Vol. 2: Friday & Saturday                   |  | 1996 |  | Prestige             |
| Keystone Bop: Sunday Night                               |  | 1982 |  | Prestige             |
| Born to Be Blue                                          |  | 1982 |  | Pablo                |
| Ride Like the Wind                                       |  | 1982 |  | Elektra/Asylum       |
| Above & Beyond                                           |  | 1982 |  | Metropolitan         |
| Back to Birdland                                         |  | 1982 |  | Real Time            |
| Sweet Return                                             |  | 1983 |  | Atlantic             |
| The Rose Tattoo                                          |  | 1983 |  | Baystate (Japan)     |
| Double Take with Woody Shaw                              |  | 1985 |  | Blue Note            |
| Life Flight                                              |  | 1987 |  | Blue Note            |
| The Eternal Triangle s Woody Shawem                      |  | 1987 |  | Blue Note            |
| Feel the Wind s Art Blakeym                              |  | 1988 |  | Timeless             |
| Times are Changing                                       |  | 1989 |  | Blue Note            |
| Topsy - Standard Book                                    |  | 1989 |  | Alpha/Compose        |
| Bolivia                                                  |  | 1991 |  | Music Masters        |
| At Jazz Jamboree Warszawa '91: A Tribute to Miles        |  | 2000 |  | Starburst            |
| Live at Fat Tuesday's                                    |  | 1992 |  | Music Masters        |
| Blues for Miles                                          |  | 1992 |  | Evidence             |
| MMTC: Monk, Miles, Trane & Cannon                        |  | 1995 |  | Music Masters        |
| New Colors                                               |  | 2001 |  | Hip Hop Essence      |
| On The Real Side (70th Birthday Celebration)             |  | 2008 |  | Times Square Records |